# Pływanie na Letnich Igrzyskach Olimpijskich 2008 – 200 m stylem motylkowym mężczyzn
200 m stylem motylkowym mężczyzn – jedna z konkurencji pływackich, które odbyły się podczas XXIX Igrzysk Olimpijskich. Eliminacje miały miejsce 11 sierpnia, półfinał 12 sierpnia, a finał konkurencji 13 sierpnia. Wszystkie etapy konkurencji przeprowadzone zostały na Pływalni Olimpijskiej w Pekinie.
Złoty medal zdobył Michael Phelps ze Stanów Zjednoczonych, który obronił tytuł mistrza olimpijskiego z Aten i w finale pobił rekord świata (1:52,03). Było to czwarte złoto Phelpsa wywalczone na igrzyskach w Pekinie i jednocześnie dziesiąte w jego karierze. Drugie miejsce w wyścigu zajął reprezentujący Węgry László Cseh, który ustanowił nowy rekord Europy (1:52,70). Brązowy medal zdobył Japończyk Takeshi Matsuda, bijąc rekord Azji (1:52,97). Paweł Korzeniowski, dla którego był to drugi finał olimpijski w tej konkurencji, uplasował się na szóstym miejscu (1:54,60).
Wcześniej, podczas półfinałów, Phelps wyrównał swój rekord olimpijski ustanowiony w eliminacjach, kiedy uzyskał czas 1:53,70.

## Terminarz
Wszystkie godziny podane są w czasie chińskim (UTC+08:00) oraz polskim (CEST).
| Data             | Godzina rozpoczęcia | Godzina rozpoczęcia |            |
| Data             | UTC+08:00           | CEST                |            |
| ---------------- | ------------------- | ------------------- | ---------- |
| 11 sierpnia 2008 | 19:07               | 13:07               | Eliminacje |
| 12 sierpnia 2008 | 11:04               | 05:04               | Półfinały  |
| 13 sierpnia 2008 | 10:21               | 04:21               | Finał      |

## Rekordy
Przed zawodami rekord świata i rekord olimpijski wyglądały następująco:
| Rekord            | Zawodnik       | Czas    | Miejsce   | Data             |
| ----------------- | -------------- | ------- | --------- | ---------------- |
| Rekord świata     | Michael Phelps | 1:52,09 | Melbourne | 28 marca 2007    |
| Rekord olimpijski | Michael Phelps | 1:54,04 | Ateny     | 17 sierpnia 2004 |

W trakcie zawodów ustanowiono następujące rekordy:
| Data        | Etap konkurencji | Zawodnik       | Czas    | Rekord |
| ----------- | ---------------- | -------------- | ------- | ------ |
| 11 sierpnia | eliminacje       | Michael Phelps | 1:53,70 | OR     |
| 12 sierpnia | półfinał 2       | Michael Phelps | 1:53,70 | =      |
| 13 sierpnia | finał            | Michael Phelps | 1:52,03 | ,      |

## Wyniki

### Eliminacje
| Miejsce | Wyścig | Tor | Zawodnik                   | Państwo           | Czas    | Uwagi |
| ------- | ------ | --- | -------------------------- | ----------------- | ------- | ----- |
| 1.      | 6      | 4   | Michael Phelps             | Stany Zjednoczone | 1:53,70 | Q,    |
| 2.      | 4      | 2   | László Cseh                | Węgry             | 1:54,48 | Q     |
| 3.      | 6      | 3   | Kaio de Almeida            | Brazylia          | 1:54,65 | Q     |
| 4.      | 6      | 6   | Takeshi Matsuda            | Japonia           | 1:55,06 | Q     |
| 5.      | 4      | 4   | Paweł Korzeniowski         | Polska            | 1:55,21 | Q     |
| 6.      | 6      | 5   | Nikołaj Skworcow           | Rosja             | 1:55,33 | Q     |
| 7.      | 5      | 5   | Wu Peng                    | Chiny             | 1:55,39 | Q     |
| 8.      | 5      | 4   | Gil Stovall                | Stany Zjednoczone | 1:55,42 | Q     |
| 9.      | 5      | 7   | Michael Rock               | Wielka Brytania   | 1:55,55 | Q     |
| 10.     | 4      | 5   | Moss Burmester             | Nowa Zelandia     | 1:55,80 | Q     |
| 11.     | 5      | 3   | Ryuichi Shibata            | Japonia           | 1:55,82 | Q     |
| 12.     | 4      | 6   | Dinko Jukić                | Austria           | 1:55,96 | Q     |
| 13.     | 4      | 1   | Ioan Gherghel              | Rumunia           | 1:56,09 | Q,    |
| 14.     | 6      | 1   | Sergiy Advena              | Ukraina           | 1:56,24 | Q     |
| 15.     | 5      | 6   | Chen Yin                   | Chiny             | 1:56,55 | Q     |
| 16.     | 3      | 2   | Hsu Chi-chieh              | Chińskie Tajpej   | 1:56,59 | Q     |
| 17.     | 5      | 2   | Christophe Lebon           | Francja           | 1:56,63 |       |
| 18.     | 6      | 2   | Travis Nederpelt           | Australia         | 1:56,64 |       |
| 19.     | 6      | 7   | Mathieu Fonteyn            | Belgia            | 1:56,65 | NR    |
| 20.     | 4      | 7   | Niccolò Beni               | Włochy            | 1:56,99 |       |
| 21.     | 4      | 3   | Denys Syłantiew            | Ukraina           | 1:57,02 |       |
| 22.     | 5      | 1   | Tamás Kerékjártó           | Węgry             | 1:57,29 |       |
| 23.     | 6      | 8   | Juan Veloz                 | Meksyk            | 1:57,32 | NR    |
| 24.     | 3      | 6   | Pedro Oliveira             | Portugalia        | 1:57,41 |       |
| 25.     | 4      | 8   | Adam Sioui                 | Kanada            | 1:57,45 |       |
| 26.     | 3      | 5   | Simon Sjödin               | Szwecja           | 1:57,75 |       |
| 27.     | 5      | 8   | Romanos Alyfantis          | Grecja            | 1:57,99 |       |
| 28.     | 3      | 8   | Alon Mandel                | Izrael            | 1:59,27 | NR    |
| 29.     | 2      | 5   | James Walsh                | Filipiny          | 1:59,39 | NR    |
| 30.     | 3      | 3   | Omar Pinzón                | Kolumbia          | 1:59,47 |       |
| 31.     | 1      | 3   | Nikša Roki                 | Chorwacja         | 1:59,58 | NR    |
| 32.     | 2      | 1   | Javier Núñez               | Hiszpania         | 2:00,24 |       |
| 33.     | 2      | 7   | Andrés José González       | Argentyna         | 2:00,36 |       |
| 34.     | 2      | 6   | Yoo Jung-nam               | Korea Południowa  | 2:01,00 |       |
| 35.     | 3      | 4   | Jeremy Knowles             | Bahamy            | 2:01,08 |       |
| 36.     | 2      | 8   | Alexis Márquez Rivas       | Wenezuela         | 2:01,25 |       |
| 37.     | 3      | 7   | Daniel Bego                | Malezja           | 2:01,28 |       |
| 38.     | 2      | 3   | Douglas Lennox-Silva       | Portoryko         | 2:01,69 |       |
| 39.     | 3      | 1   | Georgi Palazov             | Bułgaria          | 2:01,84 |       |
| 40.     | 1      | 5   | Rehan Poncha               | Indie             | 2:01,89 |       |
| 41.     | 1      | 4   | Emmanuel Crescimbeni       | Peru              | 2:02,13 |       |
| 42.     | 1      | 6   | Javier Hernández Maradiaga | Honduras          | 2:02,23 |       |
| 43.     | 2      | 4   | Vladan Marković            | Serbia            | 2:03,12 |       |
| 44.     | 2      | 2   | Donny Utomo                | Indonezja         | 2:03,44 |       |

### Półfinały

#### Półfinał 1
| Miejsce | Tor | Zawodnik         | Państwo           | Czas    | Uwagi |
| ------- | --- | ---------------- | ----------------- | ------- | ----- |
| 1.      | 5   | Takeshi Matsuda  | Japonia           | 1:54,02 | Q,    |
| 2.      | 3   | Nikołaj Skworcow | Rosja             | 1:54,31 | Q,    |
| 3.      | 4   | László Cseh      | Węgry             | 1:54,35 | Q     |
| 4.      | 2   | Moss Burmester   | Nowa Zelandia     | 1:55,26 | Q     |
| 5.      | 6   | Gil Stovall      | Stany Zjednoczone | 1:55,36 |       |
| 6.      | 7   | Dinko Jukić      | Austria           | 1:55,65 |       |
| 7.      | 1   | Sergiy Advena    | Ukraina           | 1:56,64 |       |
| 8.      | 8   | Hsu Chi-chieh    | Chińskie Tajpej   | 1:57,48 |       |

#### Półfinał 2
| Miejsce | Tor | Zawodnik           | Państwo           | Czas    | Uwagi |
| ------- | --- | ------------------ | ----------------- | ------- | ----- |
| 1.      | 4   | Michael Phelps     | Stany Zjednoczone | 1:53,70 | Q, =  |
| 2.      | 6   | Wu Peng            | Chiny             | 1:54,93 | Q     |
| 3.      | 5   | Kaio de Almeida    | Brazylia          | 1:55,21 | Q     |
| 4.      | 3   | Paweł Korzeniowski | Polska            | 1:55,35 | Q     |
| 5.      | 8   | Chen Yin           | Chiny             | 1:55,88 |       |
| 6.      | 2   | Michael Rock       | Wielka Brytania   | 1:55,90 |       |
| 7.      | 7   | Ryuichi Shibata    | Japonia           | 1:56,17 |       |
| 8.      | 1   | Ioan Gherghel      | Rumunia           | 1:56,57 |       |

### Finał
| Miejsce | Tor | Zawodnik           | Państwo           | Czas    | Uwagi |
| ------- | --- | ------------------ | ----------------- | ------- | ----- |
| 1. !    | 4   | Michael Phelps     | Stany Zjednoczone | 1:52,03 | ,     |
| 2. !    | 6   | László Cseh        | Węgry             | 1:52,70 | ER    |
| 3. !    | 5   | Takeshi Matsuda    | Japonia           | 1:52,97 | AS    |
| 4.      | 1   | Moss Burmester     | Nowa Zelandia     | 1:54,35 | OC    |
| 4.      | 2   | Wu Peng            | Chiny             | 1:54,35 |       |
| 6.      | 8   | Paweł Korzeniowski | Polska            | 1:54,60 |       |
| 7.      | 7   | Kaio de Almeida    | Brazylia          | 1:54,71 |       |
| 8.      | 3   | Nikołaj Skworcow   | Rosja             | 1:55,14 |       |